# Basedowstraße 4 (Magdeburg)

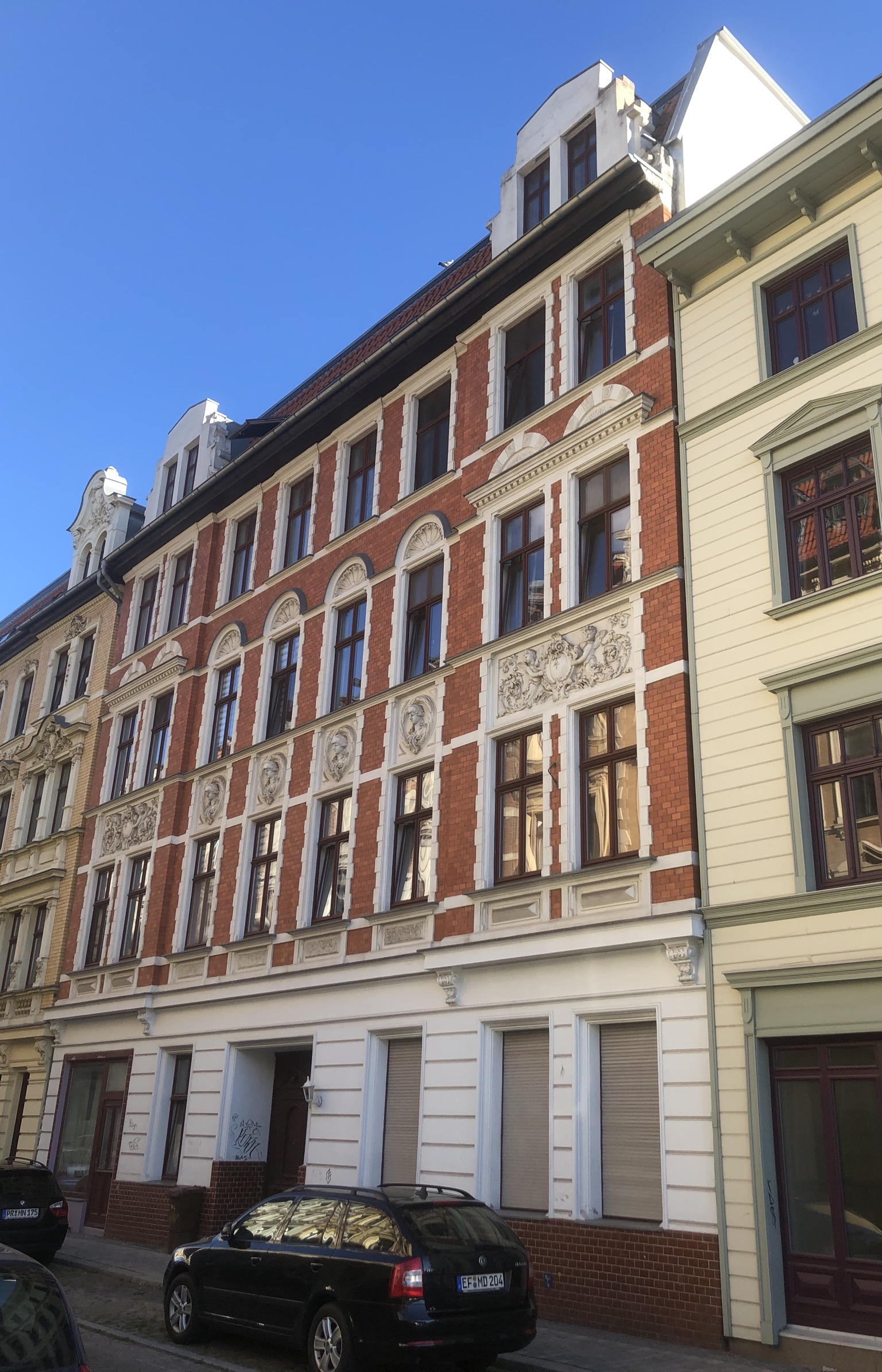
Basedowstraße 4 in Magdeburg; Blick von Westen, 2020

Das Gebäude Basedowstraße 4 ist ein denkmalgeschütztes Wohn- und Geschäftshaus in Magdeburg in Sachsen-Anhalt.

## Lage
Es befindet sich auf der Südseite der Basedowstraße im Magdeburger Stadtteil Buckau. Unmittelbar westlich grenzt das gleichfalls denkmalgeschützte Haus Basedowstraße 2, Porsestraße 17, östlich die Basedowstraße 6 an. Zugleich gehört es zum Denkmalbereich Basedowstraße.

## Architektur und Geschichte
Das viergeschossige Gebäude entstand im Jahr 1893 im Stil des Eklektizismus. Der Entwurf stammte von Brecht. Die achtachsige Fassade ist reich verziert und verfügt in ihren jeweils äußeren beiden Achsen über einen flachen Seitenrisalit mit Stuckverzierungen im Stil des Neobarocks. An der Fassade besteht eine Eckquaderung und oberhalb der Fenster sind rundbogige Lünetten angeordnet. Oberhalb der Fenster des ersten Obergeschosses sind Stucktondi mit Porträtbüsten angeordnet. 
Im Erdgeschoss ist ein Ladengeschäft untergebracht.
Im örtlichen Denkmalverzeichnis ist das Wohnhaus unter der Erfassungsnummer 094 17763 als Baudenkmal verzeichnet.
Das Haus gilt als Teil des gründerzeitlichen Straßenzugs als städtebaulich bedeutsam.